# Mike Epps
Michael Elliot "Mike" Epps (* 18. listopadu 1970, Indianapolis, Indiana, USA) je americký herec, komik, producent a režisér.

## Filmografie
- 1997 - Strays
- 2000 - Next Friday, 3 Strikes, Bait
- 2001 - Dr. Dolittle 2, How High
- 2002 - All About the Benjamins, Friday After Next
- 2003 - Malibu's Most Wanted, The Fighting Temptations
- 2004 - Still 'Bout It, Resident Evil: Apocalypse'
- 2005 - Guess Who?, The Honeymooners, Roll Bounce
- 2006 - The Unsuccessful Thug, Something New, Talk to Me
- 2007 - Resident Evil: Extinction
- 2008 - Welcome Home Roscoe Jenkins, Shelly Fisher, Hancock, Bigg Snoop Dogg Presents: The Adventures of Tha Blue Carpet Treatment, Soul Men, Open Season 2
- 2009 - Next Day Air, The Hangover, Janky Promoters
- 2010 - Love Chronicles: Secrets Revealed, Lottery Ticket, Ghetto Stories: The Movie, Faster
- 2011 - Jumping the Broom
- 2012 - Sparkle, Last Friday, Mac And Devin Go To High School

## Televizní filmy
- 1995-2005 - Def Comedy Jam
- 1999 - The Sopranos, Pimps Up, Ho's Down
- 2002 - All About The Stunts
- 2005 - 106 & Park, Letter to The President
- 2006 - Inappropriate Behavior, The Boondocks
- 2009 - BET Hip Hop Awards